# Visayalydina sierricola
Visayalydina sierricola là một loài ruồi trong họ Tachinidae.